# Теопетра
Теопе́тра — печера у Метеорах, ном Трикала, область Фессалія, Греція. Являє собою значний науковий інтерес, а також з нею пов'язані численні легенди та забобони.
Самі скелі Метеори, розташовані поблизу міста Каламбака та села Кастракі визнані ЮНЕСКО об'єктом Світової спадщини. Печери Метеори закриті для відвідування громадськості. Одна зі скель має невелику печеру, названу Теопетрою. З 22 жовтня 2010 року вхід до Теопетри відкрили для відвідувачів.

## Дослідження печери
Грецькі археологи проводять у ній розкопки вже 25 років поспіль. Знайдені у печері діатомові водорості дають змогу оцінити палео-клімат та проаналізувати кліматичні зміни в добу останнього льодовикового періоду.
23 березня 2010 року Міністерство культури і туризму Греції офіційно повідомило про знахідку штучної стіни, вік якої оцінюється приблизно 23 тисячами років, тобто відноситься до доби палеоліту і, можливо, є найдавнішою штучною спорудою не тільки в Греції, але й у світі. Датування штучної стіни, яка обмежувала вхід до печери на дві третини, виконано методом оптичного датування. Вік стіни абсолютно точно збігається з останнім льодовиковим періодом. Це свідчить про те, що стіну побудовами мешканці печери, аби захиститися від холоду.